# Juegos Asiáticos de 1970
Los VI Juegos Asiáticos se celebraron en Bangkok (Tailandia), del 24 de agosto al 4 de septiembre de 1970, bajo la denominación Bangkok 1970.

Participaron un total de 2400 deportistas representantes de 16 países miembros de la Federación para los Juegos Asiáticos. El total de competiciones fue de 135 repartidas en 13 deportes.

## Medallero
| Núm. | País          | Oro | Plata | Bronce | Total |
| ---- | ------------- | --- | ----- | ------ | ----- |
| 1    | Japón         | 74  | 47    | 23     | 200   |
| 2    | Corea del Sur | 18  | 13    | 23     | 54    |
| 3    | Tailandia     | 9   | 17    | 13     | 39    |
| 4    | Irán          | 9   | 7     | 7      | 23    |
| 5    | India         | 6   | 9     | 10     | 25    |
| 6    | Israel        | 6   | 6     | 5      | 17    |
| 7    | Malasia       | 5   | 1     | 7      | 13    |
| 8    | Birmania      | 3   | 2     | 7      | 12    |
| 9    | Indonesia     | 2   | 5     | 17     | 24    |
| 10   | Ceilán        | 2   | 2     | 0      | 4     |
| 11   | Filipinas     | 1   | 9     | 12     | 22    |
| 12   | China         | 1   | 5     | 12     | 18    |
| 13   | Pakistán      | 1   | 2     | 7      | 10    |
| 14   | Singapur      | 0   | 6     | 9      | 15    |
| 15   | Camboya       | 0   | 2     | 3      | 5     |
| 16   | Vietnam       | 0   | 0     | 2      | 2     |
| TOT  |               | 137 | 133   | 157    | 427   |

| Predecesor: Bangkok 1966 | VI Juegos Asiáticos 1970 | Sucesor: Teherán 1974 |